# Scyllarus arctus
Scyllarus arctus is een tienpotigensoort uit de familie Scyllaridae. De wetenschappelijke naam werd gepubliceerd in 1758 door Carl Linnaeus in de tiende editie van Systema naturae.